# Khanat
Pour l’article ayant un titre homophone, voir Jamat Khana.
Un khanat ou kanat est un royaume turc ou mongol, dirigé par un khan.
Les khanats étaient regroupés en khaganats, sorte d'empire sous l'autorité d'un khan suzerain, le khagan.

## Exemples de khanats et khaghanats

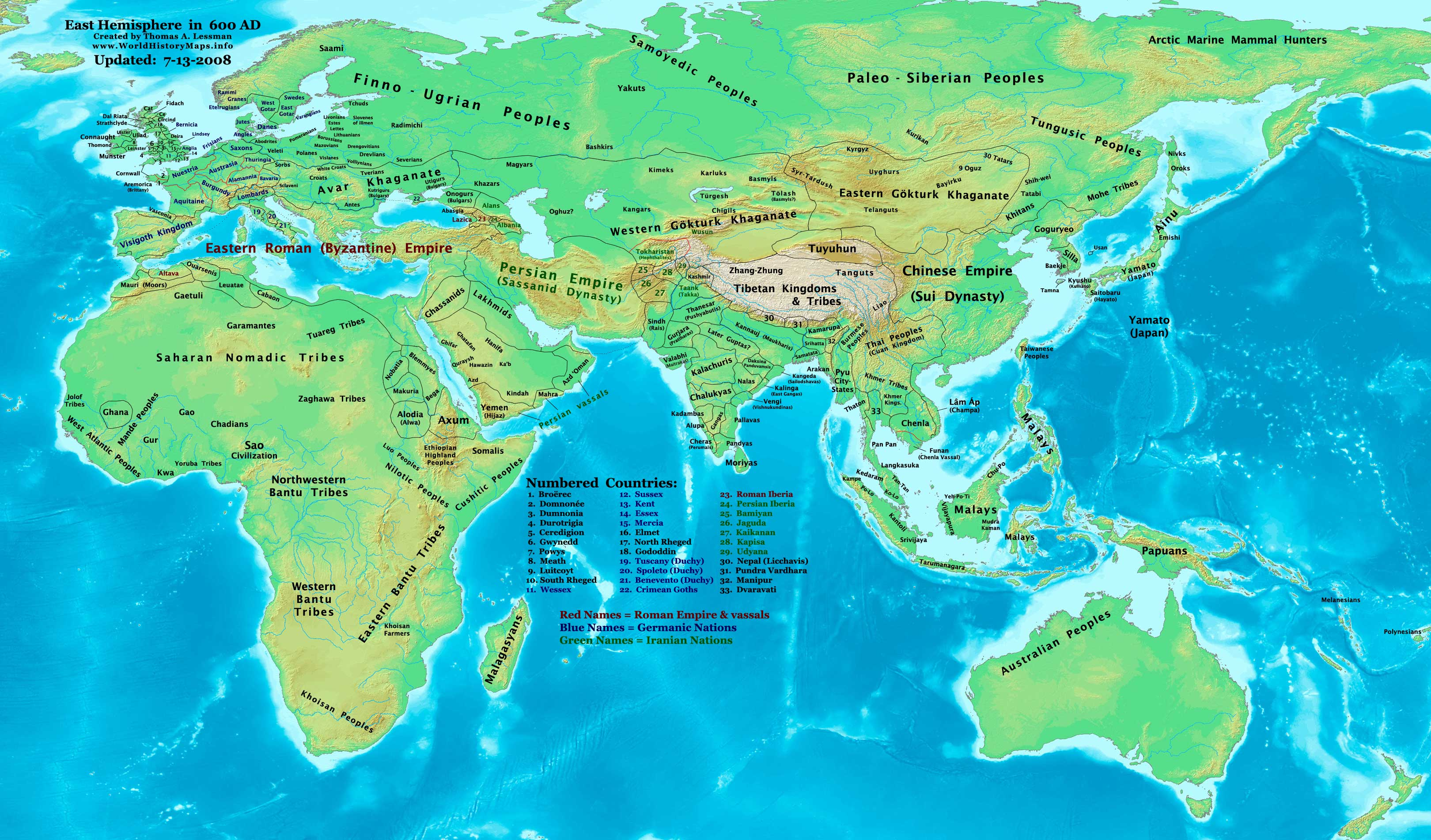
carte des territoires (foncés) et des zones d'influence (claires) des khanats des Köktürks de l'Est (bleu) et de l'Ouest (violet). Leur acmé est atteinte vers 600.

- Khanat bulgare du Danube (681-864)
- Khanat bulgare de la Volga (IXe siècle — 1236)

### Khanats turcs et turco-mongols
- Voir Royaumes turcs.

### Khaganats antérieurs à l'empire mongol
- Empire hunnique (316 – Ve siècle)[1] ;
- Premier Khaganat köktürk (552 — 657) ;
  - Khaganat turc occidental (581 — 657) ;
  - Khaganat turc oriental (581 – 630) ;
- Khaganat avar (560 — 805) ;
- Khaganat Khazar (VIe – XIe siècle) ;
- Khanat Xueyantuo (628 — 646) ;
- Ancienne Grande Bulgarie (632 – 668) ;
- Second Khaganat köktürk (682 — 745) ;
- Khaganat türgesh (699 – 766) ;
- Khaganat Kimek (743 – 1220) ;
- Khanat Kirghize (? - 790)[2] ;
- Khaganat ouïghour (744 — 848) ;
  - Khaganat ouïgours de Ganzhou (848 – 1036) ;
- État d'Oghouze-Yabgou (750 — 1055) ;
- Khaganat de la Rus' (VIIIe – IXe siècle) ;
- Khaganat kirghiz du Yenisei (840 — 925).
- Dynastie Liao (907/916 – 1125)
- Kara-Khitans (1124/1130 — 1218)

### Khanats mongols
On connaît en particulier les quatre khanats ou ulus (mongol uls : pays, région) qui constituaient l'Empire mongol aux XIIIe et XIVe siècles :
À sa mort, Genghis Khan divisa son empire entre ses quatre fils et petits-fils. Après la mort de Möngke en 1259, la guerre de succession entre Kublai Khan et Ariq Böke marqua la fin de l'empire mongol unifié et le retour aux khanats :
- le Khanat de Djaghataï, couvrant l'Asie centrale, fief des Djaghataïdes ;
- le khanat de Kiptchak, dans les steppes russes et au Kazakhstan, fief de la Horde d'or, ainsi que la Horde bleue, la Horde blanche et la Horde grise ;
- l’ilkhanat de Perse, domaine des Houlagides ou Ilkhans ;
- la Chine des Yuan, qui englobait la Mongolie.

### Khanats post mongols
Ultérieurement, des khanats plus petits se formèrent après l'éclatement de ces quatre ulus :
- En Mongolie centrale
  - Le Khanat toumète (1533-1634)
- Dans l'ancien khanat de Kiptchak, on trouve les khanats locaux de :
  - Khanat de Kazan (1438-1552) ;
  - Khanat d'Astrakhan (1466-1556) ;
  - Khanat de Sibir (Sibérie occidentale), conquis par Ivan le Terrible et ses successeurs entre 1552 et 1600 ;
  - Khanat de Crimée, qui ne sera rattaché à la Russie que par la Grande Catherine en 1783.
- Dans l'ancien khanat de Djaghataï, on trouve les khanats ouzbeks de :
  - Khanat de la dynastie des Chaybanides (1429-1598), premiers à prendre le nom d'Ouzbeks ;
  - Khanat de Boukhara (1599-1920), qui englobait aussi Samarcande, rattaché à l'Union soviétique en 1920 ;
  - Khanat de Khiva (1511-1920), rattaché à l'Union soviétique en 1920 ;
  - Khanat de Kokand, commencé en 1709, rattaché à la Russie en 1876.
- Khanats des Oïrats
  - Khanat dörbet (~1756-~1870)
  - Khanat dzoungar (XVIIe siècle – 1756, gouverné par les Tchoros), détruit par l'Empire Qing ;
  - Khanat qoshot (XVIe siècle – 1724), rattaché à l'Empire Qing à sa fin.
  - Khanat torgut (1628-~1781)
    - Khanat kalmouk (1630-1771, en basse Volga)

  - Khanat de Yarkand (ou Yarkand, 1514-1705)
- Khanats kazakhs
  - Horde Bokey (ou Horde intérieure, 1801-1845)
  - Horde Nogaï (1500-1632)
- Autres khanats
  - Empire moghol (1526-1857), dans l'actuelle Inde.
  - Khanat de Chaki, (1743-1819), en Azerbaidjan.
  - Khanat Kumul, (1696-1930), khanat du Nord-Est du Xinjiang, vassalisé par la dynastie Qing.
  - Khanat de Balkh, khanat ouzbek ayant existé entre le XVIe et le XIXe siècle et dont la capitale était Balkh.